# Horský hotel Hrebienok
Horský hotel Hrebienok (polsky Smokowieckie Siodełko, německy Kämmchen, maďarsky Tarajka, Taréjka) byl hotel na Hrebienku ve Vysokých Tatrách, který je po mnoha změnách a přestavbách dnes ve správě společnosti Tatry mountain resorts.

## Historie
Než vyrostly na Hrebienku první stavby stála na tzv. Kanclu Ruženina chata a trochu později Studenopotocké kúpele. I ty, jako mnohé jiné stavby z 19. století ve Vysokých Tatrách, časem zanikly. Terasovitá planina pod hřebenem Slavkovského štítu se Hrebienkom nazývala mnohem dříve, než na ní vznikly první stavby. Prvním objektem zde byl Szilágyiho pavilon, který postavil Uherský karpatský spolek na počest uherského ministra spravedlnosti Dezidera Szilágyiho, který zemřel v roce 1901. Byl to liberální politik, který rád propagoval Vysoké Tatry. Pavilon byl i rozhlednou na tehdy ještě nezalesněné vyvýšenině. Projektoval ho Gedeon Majunke. Do užívání byl dán 7. srpna 1904. Časem se stal panteonem zasloužilých nadšenců Vysokých Tater. Bylo na něm umístěno několik pamětních tabulí, například František Dénes, Mikuláš Szontagh, Michal Guhr a jiným. Pavilon stojí dodnes.
V prosinci 1908 byla předána do provozu nová pozemní lanovka ze Starého Smokovce na Hrebienok. První budovou, která zde stála, byla horní stanice lanovky. O čtyři roky později postavili na pozemcích obce Nová Lesná secesní budovu kavárny a restaurace tzv. Kiosk. Majitelkou byla budapešťská akciová společnost Phoebus, která dala postavit pozemní lanovku. Novou kavárna si pronajala vdova Zikmunda Sámsonyho. V roce 1920 se novým nájemcem kiosku stal novosmokovský hostinský Zikmund Eichner. Hrabě J. Tisza v roce 1913 postavil nedaleko kiosku soukromou vilu. Nevyužíval ji však a bydlel v ní nájemce kiosku. V roce 1924 byla blízko ní postavena dřevěná turistická ubytovna s 36 lůžky. Byla to původně stanice elektrické železnice ve Starém Smokovci, která byla rozebrána a přenesena na Hrebienok.
Na severní straně stál za kioskem dřevěný bazar, ve kterém si kromě občerstvení kupovali turisté mapy, horskou literaturu a pohlednice. Postavil ho v roce 1909 Viliam Matejka, restauratér z Popradu. Byl to jen jednoduchý dřevěný stánek. Viliam Matejka na jeho místě v roce 1922 postavil nový bazar. Šlo o bývalý přístřešek tatranské tramvaje, který stál na zastávce Stará Lesná. Do roku 1924 v něm fotografoval turisty Ernest Heller a po něm deset dalších let Věkoslav Schubert.
V roce 1922 odkoupila pozemní lanovku a objekty na Hrebienku pražská Legiobanka. Kiosk a turistickou ubytovnu, která stála vedle něj, pronajala bývalému redaktorovi Slovenského východu Hugovi Fillovi. Kapacita turistické ubytovny nestačila uspokojit nápor turistů. V roce 1926 byly budovy asanovány. Legiobanka jednala rychle. V roce 1928 již na místě staré ubytovny stál nový Sport hotel, který byl svého času nejvýše položeným hotelem v Tatrách. Měl 72 moderních pokojů a turistickou noclehárnu pro 120 osob. Návštěvníci s auty měli k dispozici garáž. Hotel byl přistavěn k dříve postavenému kiosku a k nádražní budově lanovky. Tvořil s nimi jednolitý celek.
Banka pronajala hotel zkušenému hoteliérovi Františkovi Pavelovi (1891–1942), který pocházel z Ružomberku. Již v roce 1927 byl nájemcem kiosků. Pavela byl aktivní. Zasloužil se o rozvoj lyžování, vytyčil lyžařskou louku a v roce 1941 slalomovou trať od Slavkovské vyhlídky. Na Hrebienku se od roku 1929 až do začátku války konaly lyžařské závody o Pavelův pohár. V roce 1956 byl na slalomové louce postaven 750 metrů dlouhý vlek na Slavkovskou vyhlídku, v roce 1968 rozhodčí věže. Sáňkařská dráha z Hrebienka do Starého Smokovce byla osvětlena v roce 1959.
Hotel byl po roce 1945 chvíli v majetku železničářů a v roce 1949 se stal odborářskou zotavovnou. V roce 1999 byl po dlouhé jedenáctileté přestavbě předán do užívání nový horský hotel pro veřejnost, který nyní nese název Hostel SOREA Hrebienok.

## Galerie

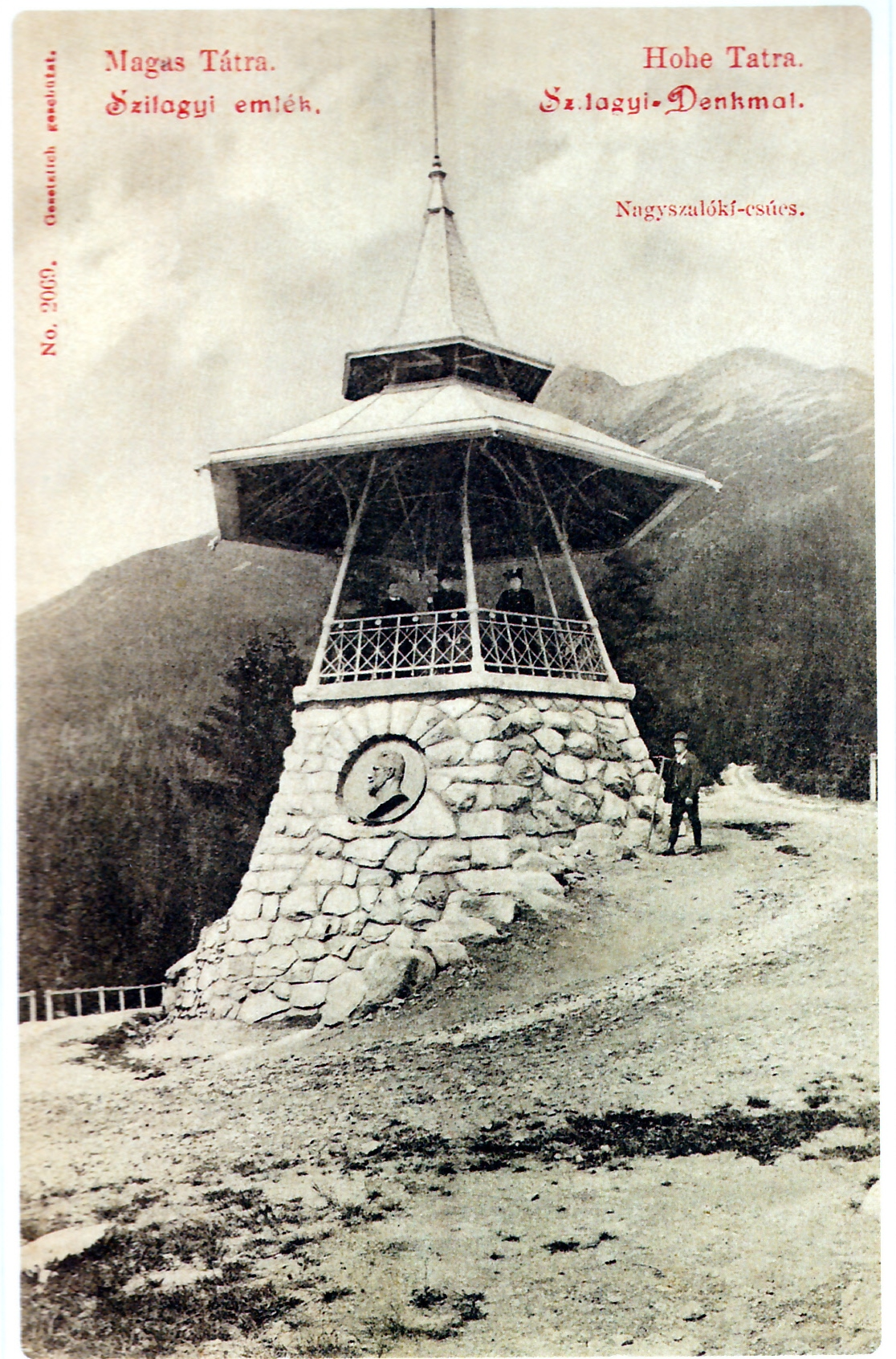
Szilágyiho pavilón v roce 1906.
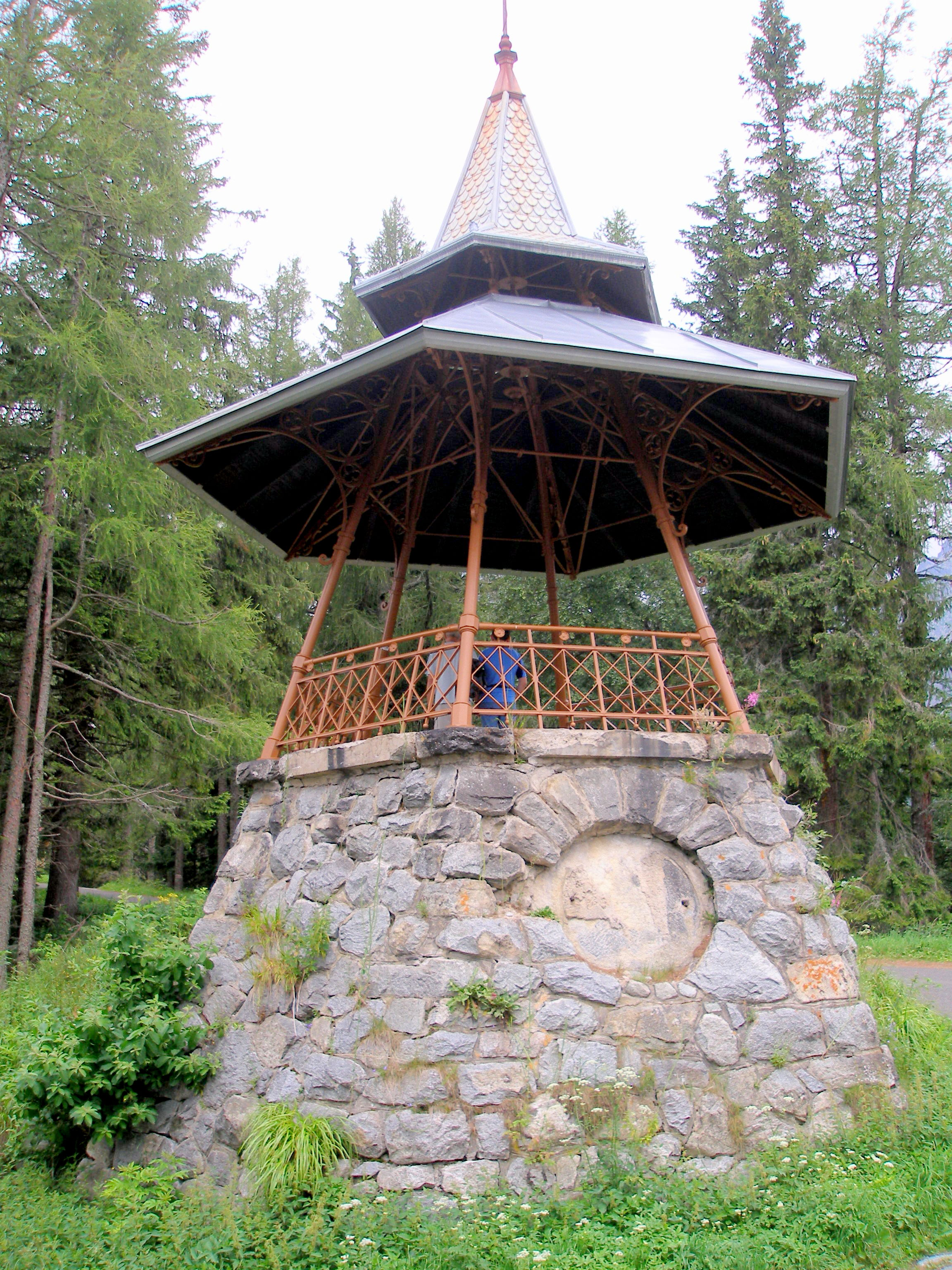
Szilágyiho pavilón v roce 2009
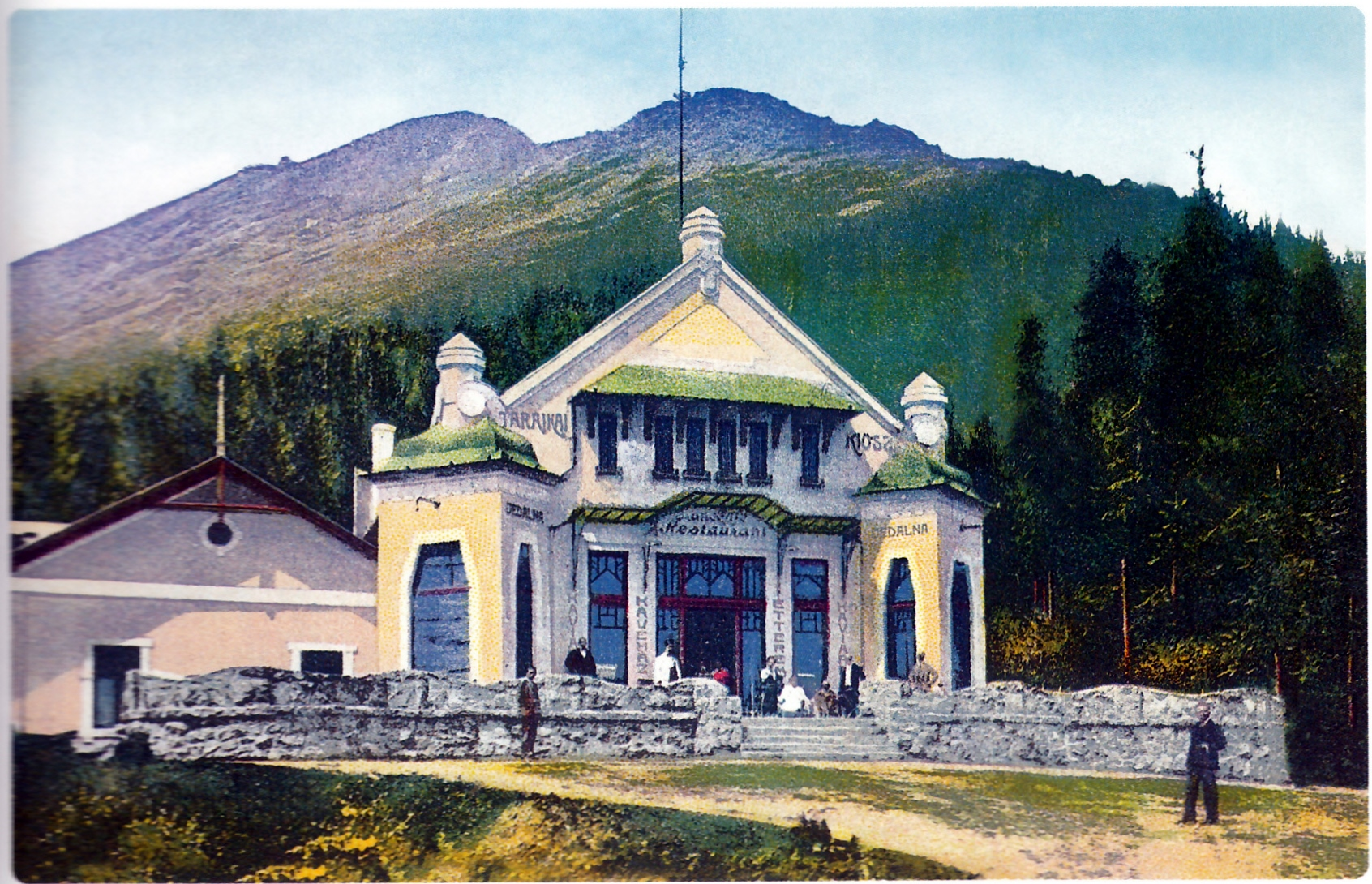
Kiosek a restaurace v roce 1922
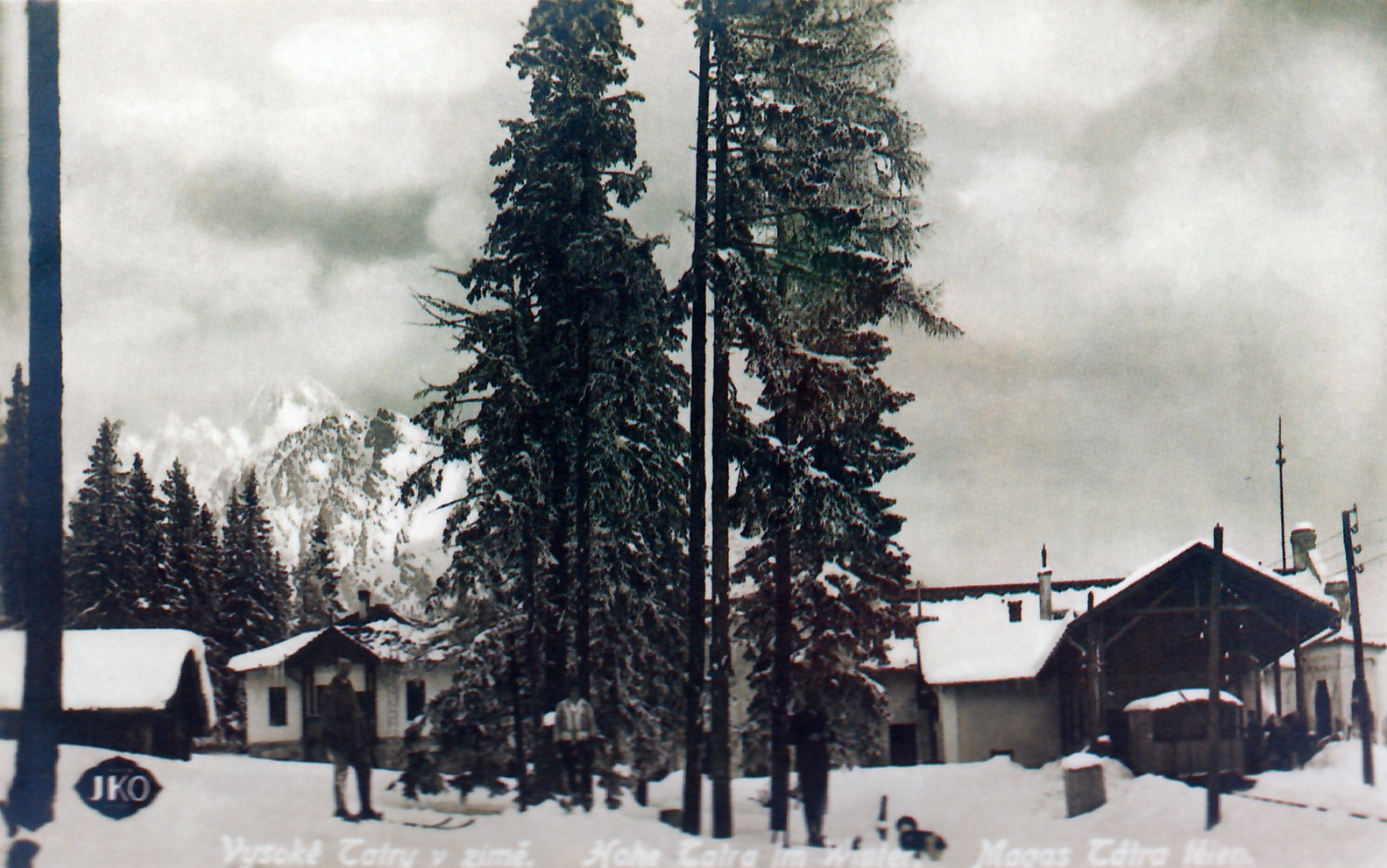
Turistická ubytovna so stanicí lanovky a Tiszovou vilkou (vlevo) v roce 1924
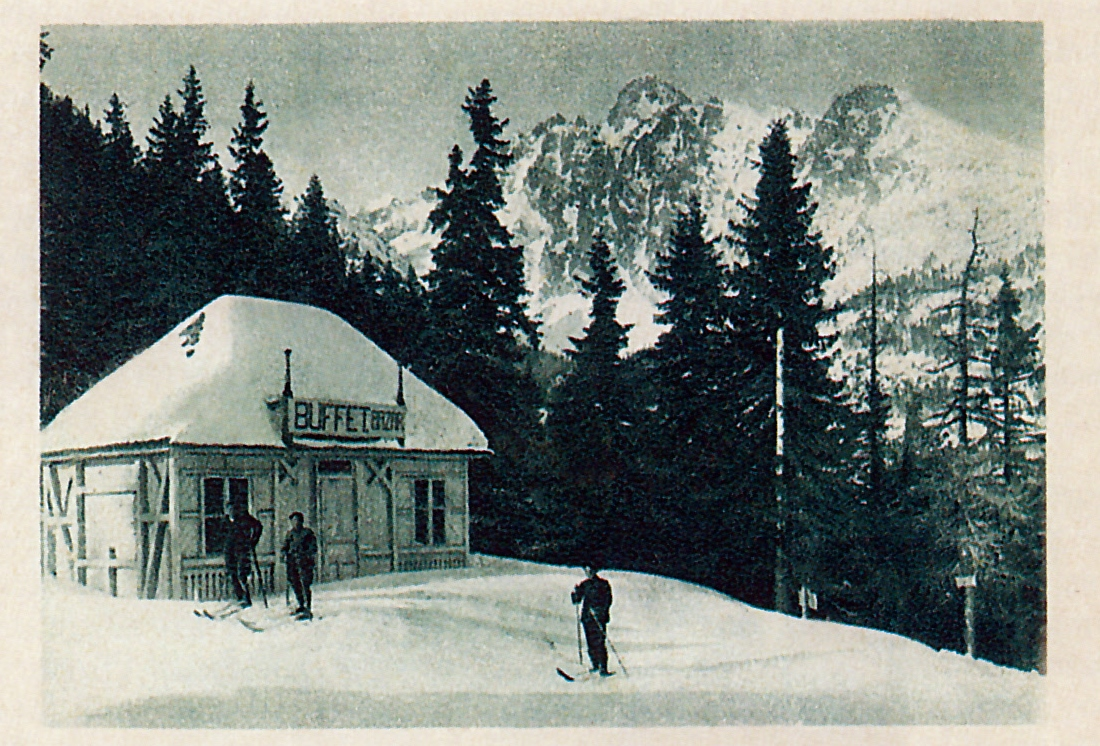
Bufet a Bazár Viliama Matejky v roce 1927
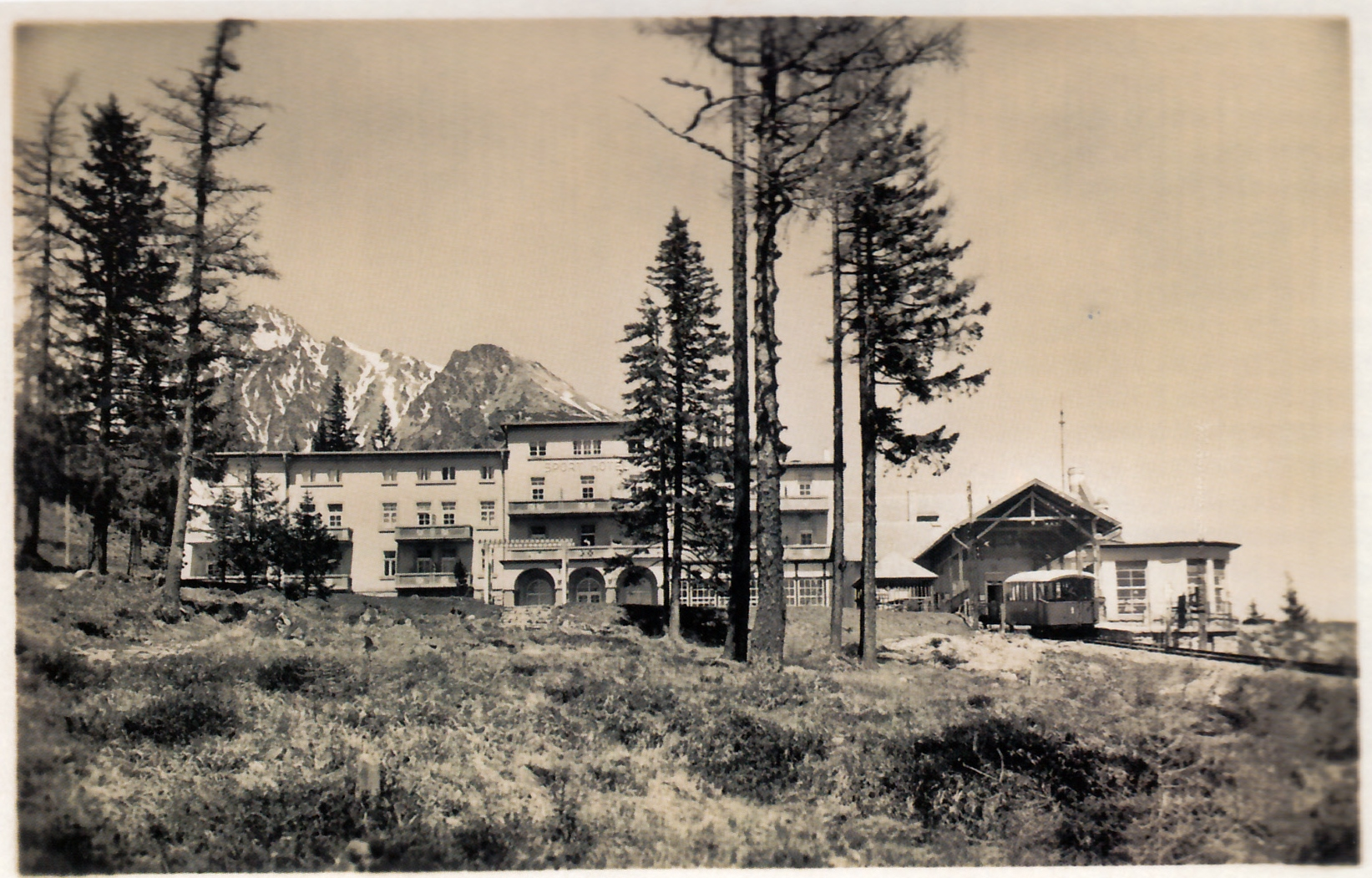
Sport hotel v roce 1934
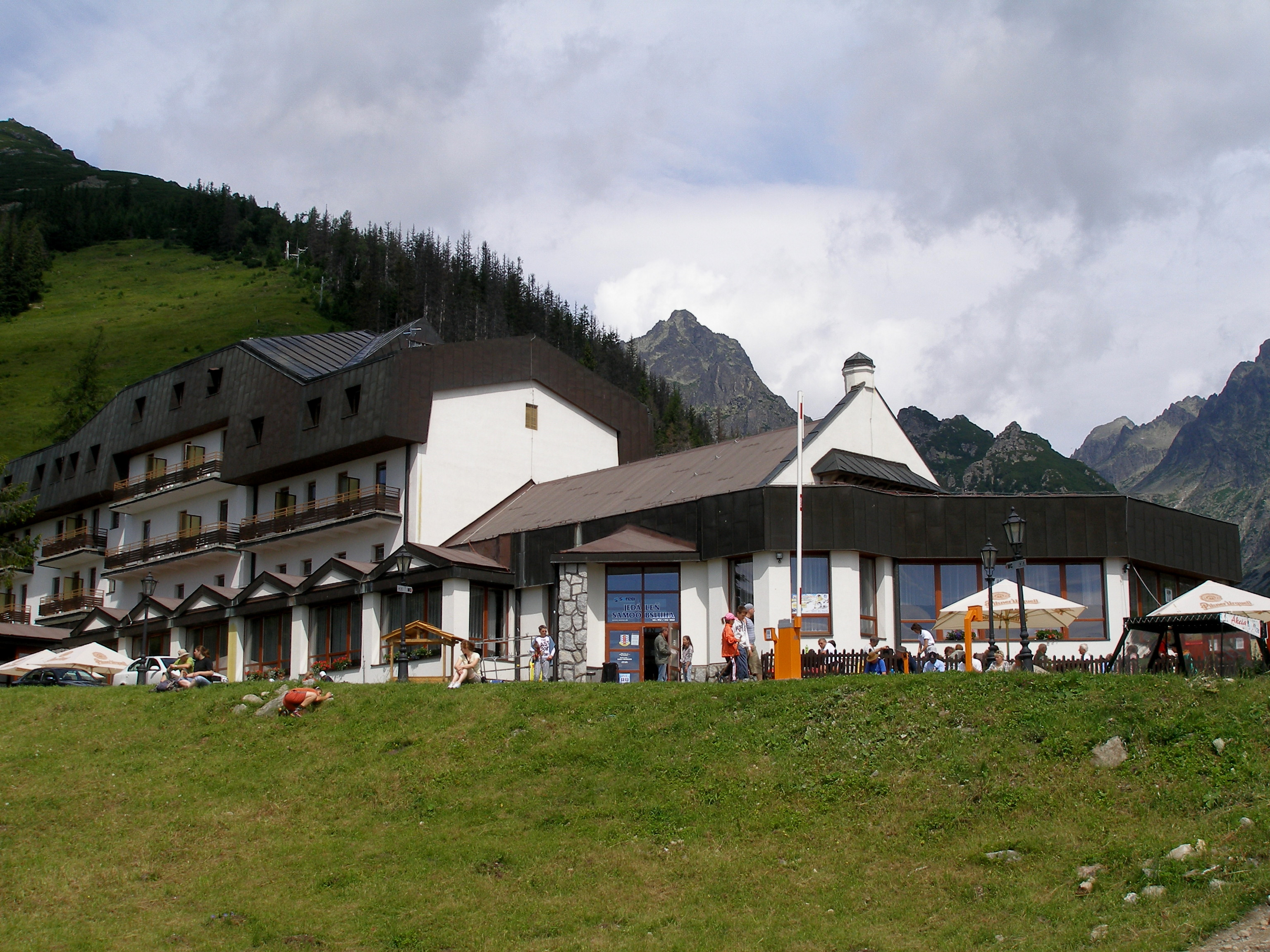
Hostel SOREA HREBIENOK
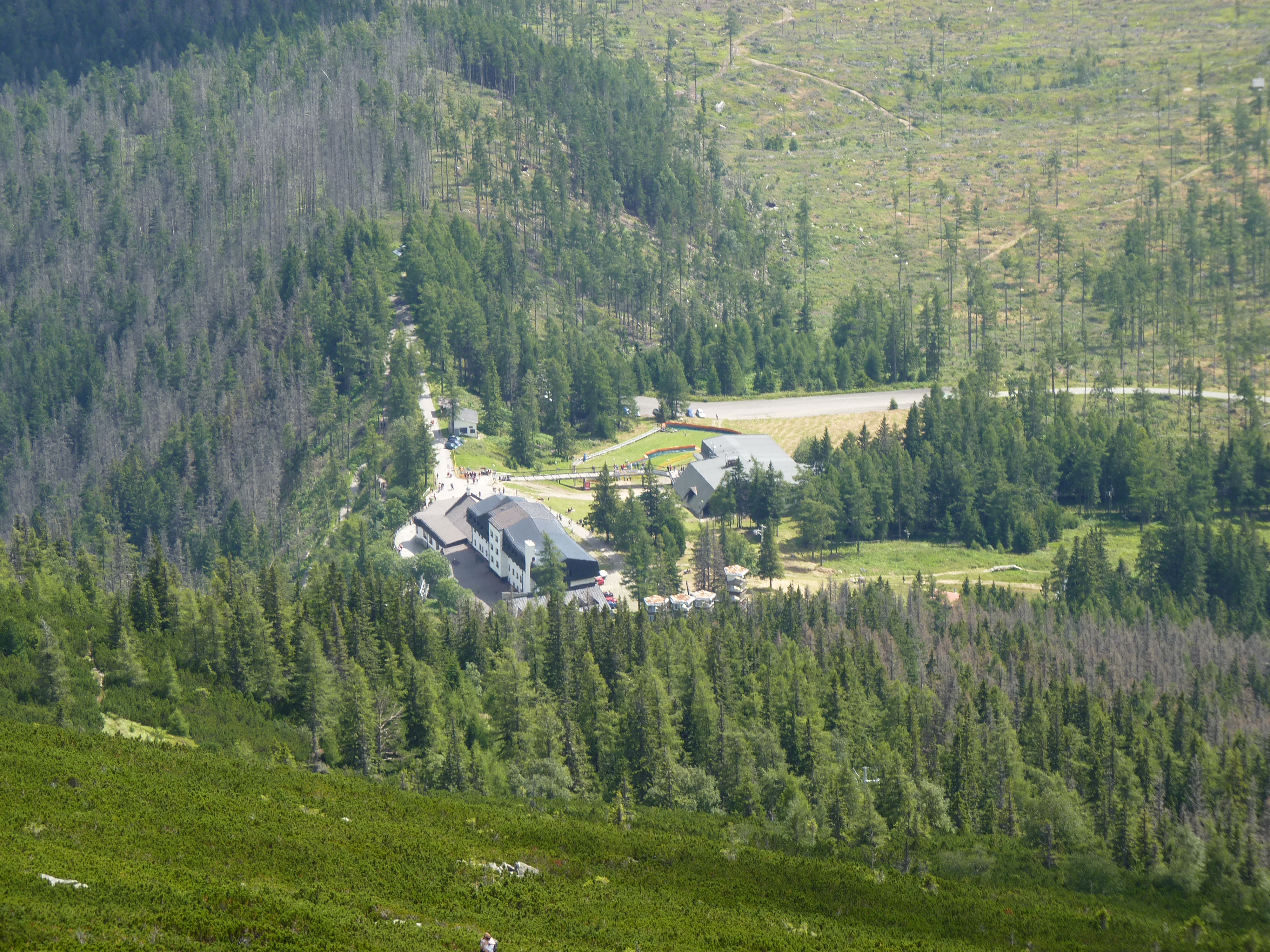
Hrebienok